# Rhinolophus hildebrandtii
Rhinolophus hildebrandtii е вид прилеп от семейство Подковоносови (Rhinolophidae). Видът не е застрашен от изчезване.

## Разпространение и местообитание
Разпространен е в Ботсвана, Бурунди, Демократична република Конго, Етиопия, Замбия, Зимбабве, Кения, Малави, Мозамбик, Руанда, Сомалия, Танзания, Уганда, Южен Судан и Южна Африка.
Обитава гористи местности, пещери и савани.

## Описание
Теглото им е около 26 g.